# Aek Bonban
Aek Bonban is een bestuurslaag in het regentschap Padang Lawas van de provincie Noord-Sumatra, Indonesië. Aek Bonban telt 387 inwoners (volkstelling 2010).